# Comuna Ivankivți, Znameanka
Ivankivți (în ucraineană Іванківці) este o comună în raionul Znameanka, regiunea Kirovohrad, Ucraina, formată din satele Iuhîmove, Ivankivți (reședința), Peatîhatkî, Veselivka și Zalomî.

## Demografie
Componența lingvistică a comunei Ivankivți
     Ucraineană (95,85%)
     Rusă (2,62%)
     Alte limbi (1,3%)
Conform recensământului din 2001, majoritatea populației comunei Ivankivți era vorbitoare de ucraineană (95,85%), existând în minoritate și vorbitori de rusă (2,62%).